# Fernando de Lucia

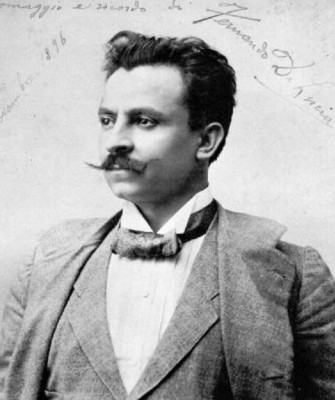
Fernando de Lucia

Fernando de Lucia (* 1860 in Neapel; † 1925 ebenda) war ein italienischer Opernsänger (Tenor) und Gesangslehrer.

## Leben
Er gab sein Debüt 1885 am Teatro San Carlo in Neapel in der Titelrolle von Charles Gounods Oper „Faust“. Später sang er in Bologna, Florenz, am Teatro alla Scala in Mailand, am Drury Lane Theatre in London sowie an der Covent Garden Opera London, in Madrid, am Teatro Colón Buenos Aires, in Montevideo, Barcelona, an der Grand Opéra Paris, in Brüssel, Lissabon und an der Metropolitan Opera New York.
Er wirkt bei den Uraufführungen verschiedener zeitgenössischer Opern mit: 1891 in „L'Amico Fritz“ von Pietro Mascagni, 1892 in „I Rantzau“ von Mascagni, 1885 in „Silvana“ von Mascagni, 1898 in „Iris“ von Mascagni, 1905 in „Via Bretonne“ von Leopoldo Mugnone, 1907 in „Marcella“ von Umberto Giordano. 1910 erhielt er eine Professur am Konservatorium in Neapel.
Im Gegensatz zu seinem dreizehn Jahre jüngeren Kollegen Enrico Caruso, dessen Wirken ganz im Zeichen des damals aufkommenden Verismo stand, zählte de Lucia noch zu den Belcanto-Sängern. Er nahm über 400 Schallplatten auf. 1921 sang de Lucia auf der Beerdigung Enrico Carusos das „Pietà, Signore“ von Alessandro Stradella.